# Surprise d'une maison au petit jour
 (juillet 2025).
Pour plus de détails, voir Fiche technique et Distribution.

Surprise d'une maison au petit jour est un film français réalisé par Alice Guy en 1898.

## Synopsis
Surprise d'une maison au petit jour reconstitue un épisode de la guerre de 1870 relatant une échauffourée entre un détachement de l'armée prussienne et des militaires français autour de l'occupation d'une maison.

## Analyse
Surprise d'une maison au petit jour est un film historique à valeur quasi-documentaire étant donné la proximité temporelle des événements qui y sont relatés.

## Fiche technique
- Titre : Surprise d'une maison au petit jour
- Réalisation : Alice Guy
- Société de production : Société L. Gaumont et compagnie
- Pays d'origine :  France
- Genre : Film historique
- Durée : 1 minute
- Date de sortie : 1898
- Licence : Domaine public